# Військовий музей (Тронгейм)
Військовий музей Тронгейма (норв. Rustkammeret i Trondheim) — воєнно-історичний музей у м. Тронгейм (Норвегія), присвячений військовій історії Норвегії. Заснований в 1826 р., розташований у Архієпископському палаці поблизу Нідароського собору.

## Колекція
Основу колекції музею становлять зразки зброї з часів вікінгів і раннього середньовіччя до Другої світової війни, унікальне зібрання уніформи, твори мистецтва.

## Галерея

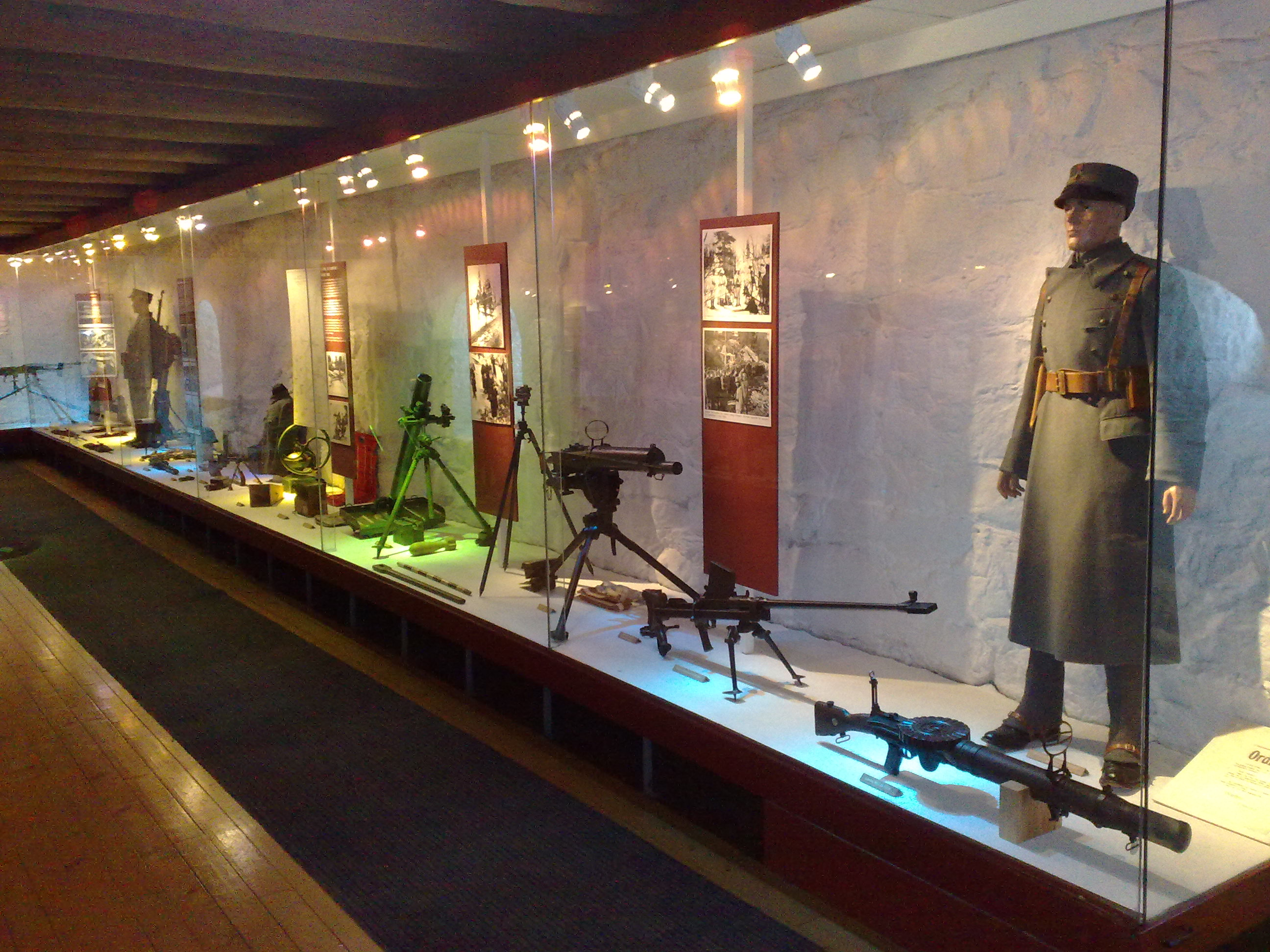
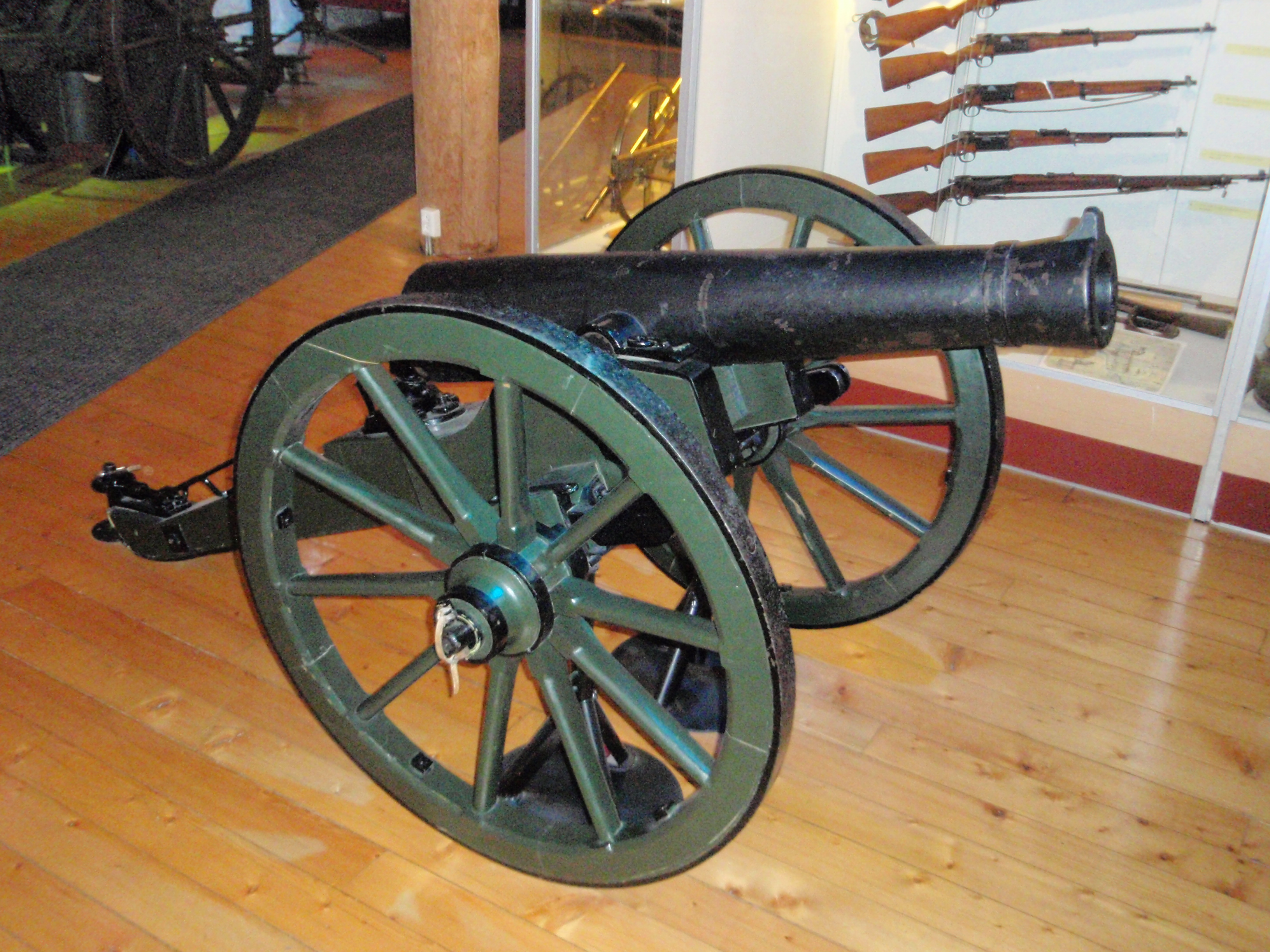
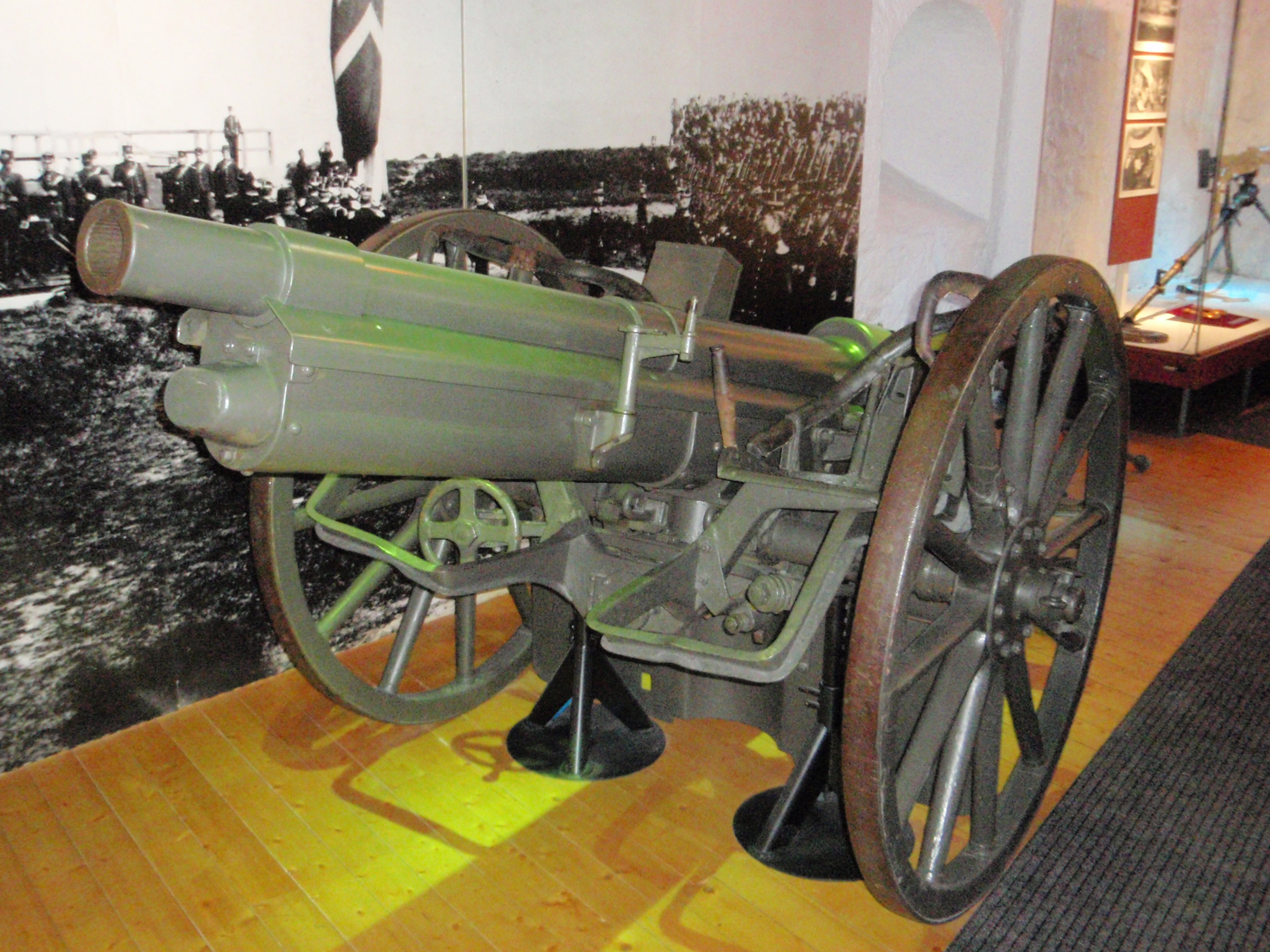
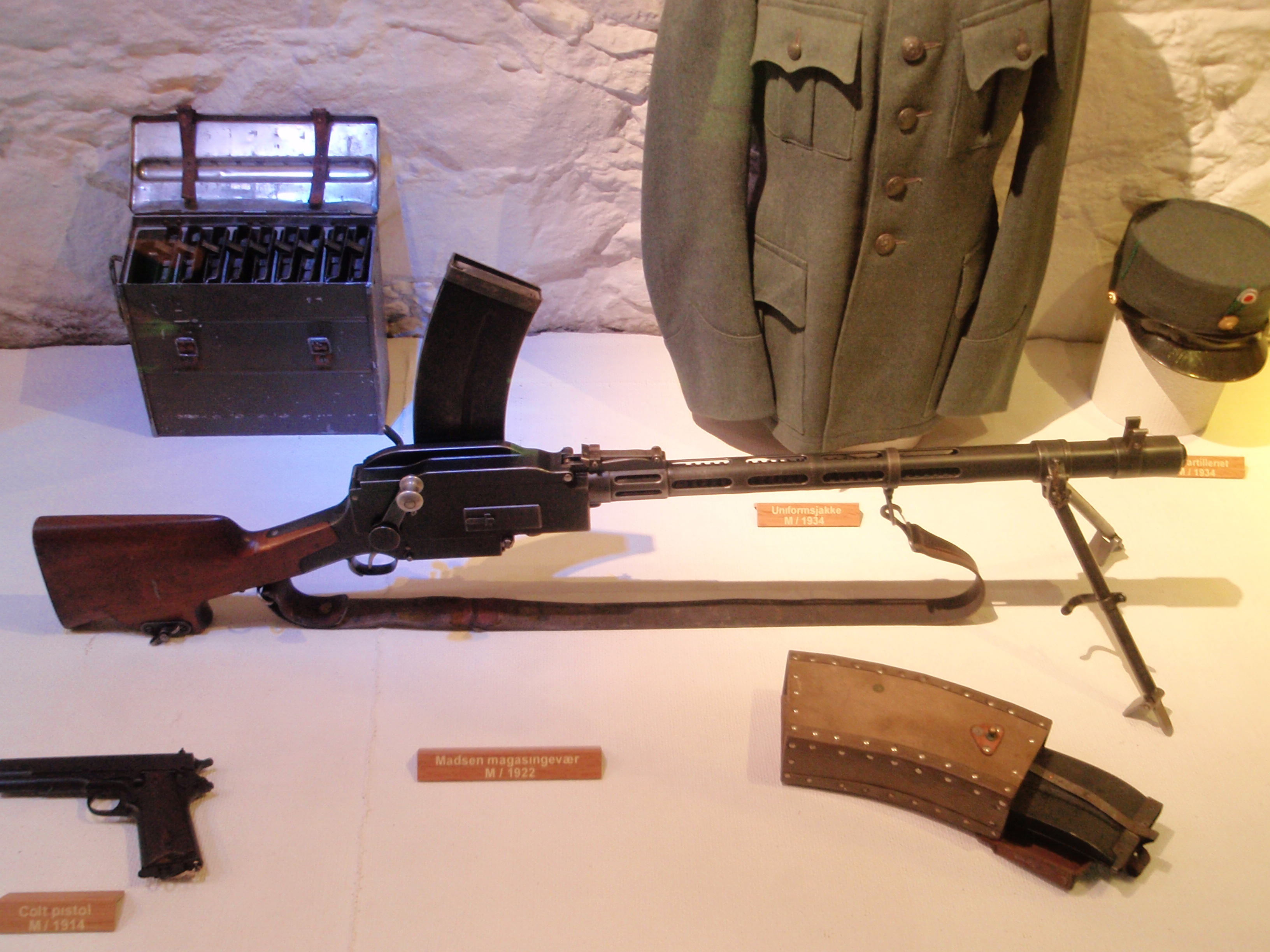